# Haris Epaminonda
Haris Epaminonda (ur. 1980 w Nikozji) – cypryjska artystka multimedialna. Mieszka i pracuje w Berlinie.

## Życiorys
Haris Epaminonda studiowała na Royal College of Art oraz na Kingston University w Londynie. Po ukończeniu studiów w 2003 r. wróciła na Cypr. W 2007 r. wraz z Mustafą Hulusim reprezentowała Cypr na Biennale w Wenecji.

## Twórczość
Epaminonda tworzy narracje oparte na znalezionych obiektach: fotografiach, obrazach, pojedynczych stronach z książek, rzeźbach, a nawet elementach architektury. Z takich zestawień zawsze buduje narracje o innym znaczeniu niż stosowane przez nią źródłowe materiały. Tworzy kolaże, instalacje, książki artystyczne i sztukę video. Interesują ją zagadnienia samych poszukiwań, ale też i mistyfikacji. W swoich realizacjach skupia się na emocjonalnej formie przekazu. Tytułuje swoje realizacje przeważnie nadając im numery (Volume). Widzowie mają dzięki temu większe pole do ich interpretacji, a ponadto ważniejsze staje się ich emocjonalne odczuwanie niż chłodna analiza. Przyczyną takiego numerycznego nazywania projektów jest też fakt ich wzajemnego przenikania. Każda praca Epaminondy wywodzi się z poprzedniej.

### Współpraca z Danielem Gustavem Cramerem
Haris Epaminonda poznała Cramera w 2001 r. Zaczęli współpracę, której owocem jest powstały w 2005 r. The Beehive – baza dla długoletniego projektu biblioteki (The Infinite Library). W jego ramach artyści tworzą kolaże/książki z wybranych przez siebie ilustracji. Na zasadzie fotograficznego found footage, nadając nowe konteksty zebranym fotografiom i ilustracjom, stworzyli księgozbiór liczący ponad 50 obiektów. Tę samą praktykę stosują tworząc złożone instalacje artystyczne w wystawiających ich galeriach. Budując wystawy nie ograniczają się jednak do samych fotografii i ilustracji, ale tworzą też specjalnie dedykowane rzeźby.

## Wybrane wystawy indywidualne
- 2018: VOL. XXIIV, Significant Other, Wiedeń[5]
- 2018: VOL. XXIII, Secession, Wiedeń
- 2017: VOL. XXII, Aspen Art Museum, Aspen
- 2017: VOL. XX, Rodeo, Londyn
- 2016: VOL. XIX, Rodeo, Londyn
- 2016: VOL. XVII, Casey Kaplan, Nowy Jork
- 2016: The Infinite Library, Centro Andaluz de Arte Contemporaneo, Sewilla
- 2015: VOL. XVI, Le Plateau, Frac-ile-de-France, Paryż
- 2014: Haris Epaminonda & Part Wild Horses Man On Both Sides, Rowing, Londyn
- 2014: Vol. XIV, Galeria Massimo Minini, Brescia
- 2014: Chapter IV, Fondazione Querini Stampalia, Wenecja
- 2013: Haris Epaminonda, Point Center for Contemporary Art, Nikozja
- 2013: Haris Epaminonda-Chapters, Modern Art Oxford, Oxford
- 2013: South of Sun, Künstlerhaus Zürich, Zurych
- 2013: Early Summer (wraz z Danielem Gustavem Cramerem), Kunsthalle Lissabon, Lizbona
- 2012: Haris Epaminonda & Daniel Gustav: The Infinite Library, Badischer Kunstverein, Karlsruhe
- 2012: The Infinite Library, Kunsthaus Glarus, Glarus
- 2011: Projects 96: Haris Epaminonda, Museum of Modern Art, Nowy Jork
- 2011: Haris Epaminonda, Schirn Kunsthalle Frankfurt, Frankfurt nad Menem
- 2010: Late Autumn (wraz z Danielem Gustavem Cramerem), Samsa, Berlin
- 2010: The Infinite Library, Museo di Palazzo Poggi & Biblioteca Universitaria, Bolonia
- 2010: Chronicles, Site Gallery, Sheffield
- 2010: Level 2 Gallery: Haris Epaminonda, VOL. VI, Tate Modern, London
- 2009: Vol. IV, Rodeo, Stambuł
- 2009: VOL. I, II & III, Malmö Konsthall, Malmö
- 2009: Daniel Gustav Cramer & Haris Epaminonda, BolteLang, Zurych
- 2008: Tarahi IIII, V & VI, Circus, Berlin
- 2007: Haris Epaminonda, Künstlerhaus Bethanien, Berlin
- 2007: Old Earth, No More Lies, I See You…, wraz z Mustafą Hulusim, Palazzo Malipiero, Wenecja
- 2007: Yama, As Long As It’s Dark…, The Marmara Hotel, Stambuł